# Gavnø

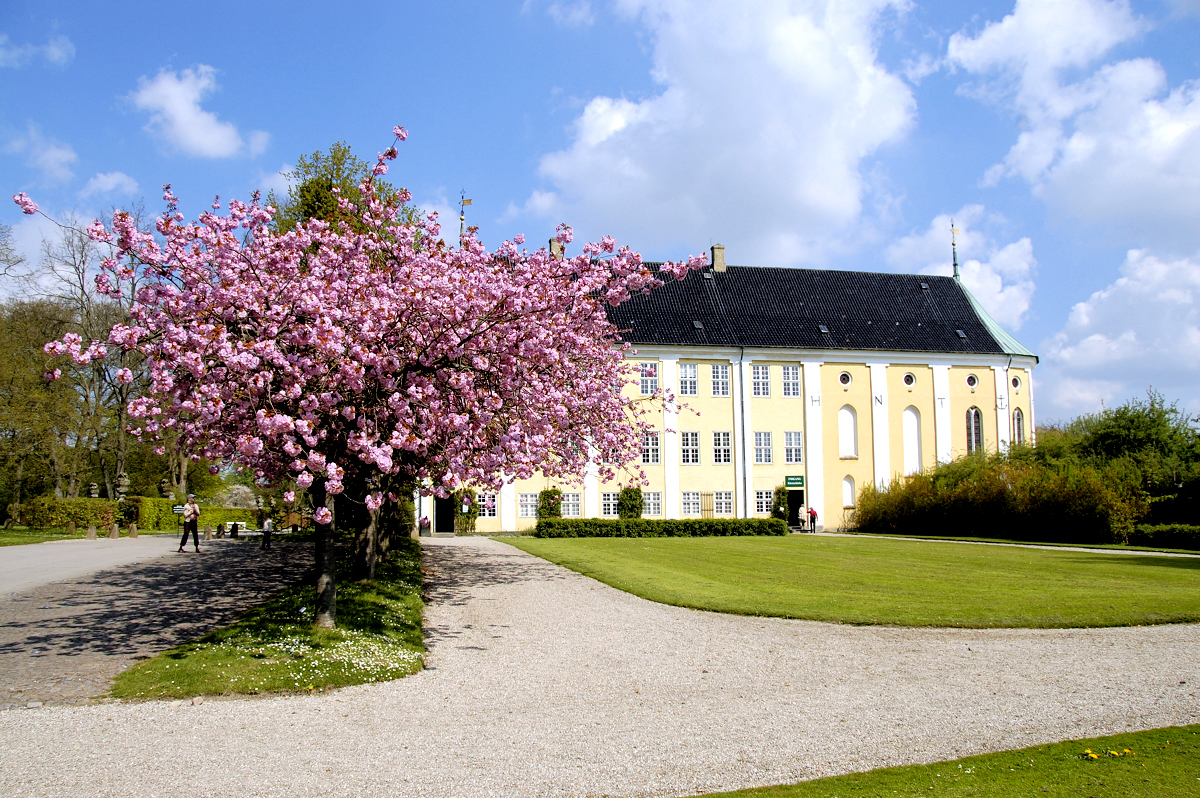
Gavnø slott

Gavnø slott (danska: Gavnø Slot) är ett slott beläget på Gavnø, en liten ö i Karrebæk Fjord vid södra Själland i Danmark. 
Gården ligger i Vejlø socken i Næstved kommun. Huvudbyggnaden uppfördes 1402-1408, tillbyggt 1584-1663-1682 och ombyggt 1755-1758.
Slottet nämns första gången i Valdemar Sejrs privilegium för Sankt Peders Kloster i Næstved 1205. 1403 flyttades dominikannunnor från Gladsax i Skåne dit, och Gavnø gjordes till en aristokratisk klosterstiftelse, som dock drogs in efter reformationen. Det gick därefter i en rad olika adelsmäns händer. Knud Thott bytte till sig Gavnø 1681 mot Näs i Skåne. Statsminister Otto Thott byggde 1755-1758 om det före detta klostret, vars kyrka blev slottskyrka, och inrymde på Gavnø stora konstsamlingar. En katalog över dessa har utgetts av Karl Madsen. Nu är de till större delen sålda. 1825 gick slottet ur ätten Thotts ägo och hamnade i stället hos ätten Reedtz, och det baroni som Otto Thott instiftat upphävdes. En stor del av slottet går i rokokostil.
Slottsområdet, Gavnø Gods är på 2300 hektar, räknat med Vejløgård, Tinghøjgård och Sofusminde.